# Prislowo
Prislowo (russisch Прислово, deutsch Nöttnicken) ist ein Ort in der russischen Oblast Kaliningrad. Er gehört zur kommunalen Selbstverwaltungseinheit Stadtkreis Selenogradsk im Rajon Selenogradsk.

## Geographie
Prislowo liegt an der Westküste des Samlandes und ist 41 Kilometer von der Oblasthauptstadt Kaliningrad (Königsberg) entfernt. Westlich des Ortes verläuft die nicht mehr betriebene Bahnstrecke von Lesnoje (Warnicken) an der früheren Samlandbahn über Jantarny (Palmnicken) nach Primorsk (Fischhausen) an der ehemaligen Ostpreußischen Südbahn, außerdem eine Nebenstraße von Lesnoje nach Jantarny, von der aus eine Verbindungsstraße über Prislowo nach Jantarowka (Wangnicken) an der Fernstraße A 192 führt.

## Geschichte
Das bis 1946 Nöttnicken genannte Dorf bestand damals aus mehreren größeren Höfen. Zwischen 1874 und 1945 war Nöttnicken in den Amtsbezirk Groß Dirschkeim (heute russisch: Donskoje) eingegliedert, der bis 1939 zum Landkreis Fischhausen, von 1939 bis 1945 zum Landkreis Samland im Regierungsbezirk Königsberg der preußischen Provinz Ostpreußen gehörte.
Als Kriegsfolge kam Nöttnicken 1945 mit dem nördlichen Ostpreußen zur Sowjetunion. Im Jahr 1947 erhielt der Ort den russischen Namen Prislowo und wurde gleichzeitig sowohl dem Dorfsowjet Jantarski selski Sowet im Rajon Primorsk zugeordnet. Später gelangte Morosowka in den Powarowski selski Sowet. Von 2005 bis 2015 gehörte Prislowo zur Landgemeinde Krasnotorowskoje selskoje posselenije und seither zum Stadtkreis Selenogradsk.

### Einwohnerentwicklung
| Jahr | Einwohner |
| ---- | --------- |
| 1910 | 117       |
| 1933 | 96        |
| 1939 | 96        |
| 2002 | 26        |
| 2010 | 26        |

## Kirche
Nöttnicken war 1945 aufgrund seiner mehrheitlich evangelischen Bevölkerung dem Kirchspiel der Pfarrkirche in Heiligenkreutz (heute russisch: Krasnotorowka) zugeordnet. Es gehörte zum Kirchenkreis Fischhausen (Primorsk) in der Kirchenprovinz Ostpreußen der Kirche der Altpreußischen Union. Letzter deutscher Geistlicher war Pfarrer Georg Henkys. Heute liegt Prislowo im Einzugsbereich der neu entstandenen evangelisch-lutherischen Auferstehungskirche in Kaliningrad (Königsberg) in der Propstei Kaliningrad der Evangelisch-lutherischen Kirche Europäisches Russland.